# Kozjak (góra w Chorwacji)
Kozjak (780 m) – góra w Chorwacji, w Dalmacji, część Gór Dynarskich.

## Opis
Jest położona na północ od adriatyckiej zatoki Kaštelanski zaljev. Rozciąga się na długości 20 km, pomiędzy Labinem (zachód) a Klisem (wschód). Jej najwyższy szczyt ma wysokość 780 m n.p.m.
Jest zbudowana z wapienia i fliszu. Opada stromo w stronę morza. Jej szata roślinna jest uboga. Na nadmorskich zboczach uprawiana jest winorośl oraz drzewa oliwne.
Wzdłuż jej południowego podnóża poprowadzono linię kolejową ze Splitu do Szybeniku oraz drogę ze Splitu do Trogiru.